# Löschau
Löschau (hornolužickosrbsky  Lešawa) je místní část velkého okresního města Budyšín v Horní Lužici v německé spolkové zemi Sasko. Nachází se v zemském okrese Budyšín a má 23 obyvatel.

## Geografie
Löschau leží na západním okraji území města Budyšín. Protéká jím potok Bolbritzer Wasser. Okolí zástavby je převážně zemědělsky využívané. Jižním okrajem katastrálního území prochází dálnice A4.

## Historie
První písemná zmínka pochází z roku 1363, kdy je ves uváděna jako Lessow. Jako místní část Oberuhny se roku 1936 Löschau připojilo k obci Schmochtitz, následně roku 1948 k Salzenforstu, od roku 1969 pak patřilo k obci Salzenforst-Bolbritz, od roku 1994 ke Kleinwelce a od roku 1999 k Budyšínu. Od roku 2020 je Löschau vedeno jako samostatná místní část.

## Obyvatelstvo
Vesnice náleží k lužickosrbské oblasti osídlení.